# Vanya Wellens
Vanya Wellens (Vilvoorde, 9 juni 1979) is een Vlaamse actrice en vooral bekend van haar rol als Femke De Grote in de televisieserie Thuis, uitgezonden op de Vlaamse televisiezender één. Ze woont in Vilvoorde.
Hiervoor deed ze mee aan een paar theaterstukken, onder andere De vrouwen van Duchamp in theater Stalstudio in Vilvoorde. Hierin speelde ze de rol van 'Maan' (Marleen).
Tevens had ze een gastrol in de VRT-reeks Recht op Recht. In de aflevering Dochterlief speelt ze een drugsverslaafde tiener, die het bloed vanonder de nagels van haar ouders haalt. De ouders weten zich geen raad meer en spannen een rechtszaak aan om hun dochter te laten interneren.
In juni 2010 beviel Wellens van haar eerste dochter. Drie jaar later werd haar tweede dochter geboren.